# A tu vera
A tu vera es una canción compuesta por Rafael de León y Juan Solano en 1962, formando parte de la banda sonora de la película El balcón de la luna, de Luis Saslavsky.

## Descripción
Calificada como bolero flamenco por Manuel Vázquez Montalbán, la canción describe un amor pasional que se compromete a ser eterno pese a los percances que puedan acaecer. El tema ha sido presentado posteriormente como un exponente en el cancionero español de la desigualdad de trato entre hombres y mujeres en las relaciones de pareja y el sometimiento de éstas a aquellos, si bien todo hay que decirlo la canción, como puede apreciarse directamente en su letra, no tiene género, y por tanto puede ser interpretada por cantantes hombres como por mujeres, y esto puede verse en la sección de versiones de este mismo documento.

## Repercusiones
El tema tuvo un enorme éxito desde su publicación, siendo uno de los que mayor recaudación alcanzó el año de su publicación.

## Versiones
La más célebre de las versiones es la interpretada por la cantante andaluza Lola Flores. No obstante, también ha sido grabado por Lucho Gatica (1963), Tomcats (1966), Dolores Vargas (1971), Manolo Escobar (1977), Gipsy Kings (1995), Isabel Pantoja (1999), Malú (1999) y Carlos Rivera, con India Martínez (2014).
También fue interpretado por Melody en el talent show de Antena 3 Tu cara me suena (2014).
Así mismo, en 2023 fue de nuevo versionada por Juanjo Bona y Salma Díaz en la gala 1 del talent de Prime Video, Operación Triunfo.

## En la cultura popular
La canción se ha incluido en la banda sonora de las películas Con el viento solano (1966), de Mario Camus, interpretada por La Polaca y Dolor y gloria (2019), de Pedro Almodóvar, interpretada por Rosalía y Penélope Cruz.
El Castilla-La Mancha Televisión se emite desde 2010 un talent show con el mismo título, dedicado a la copla.